# Теллурид дикалия
Теллурид дикалия — бинарное неорганическое соединение
калия и теллура с формулой K2Te,
светло-жёлтые кристаллы,
разлагается на воздухе,
растворяется в воде.

## Получение
- Реакция чистых веществ в аммиаке:

{\displaystyle {\mathsf {2K+Te\ {\xrightarrow {}}\ K_{2}Te}}}

## Физические свойства
Теллурид дикалия образует светло-жёлтые гигроскопические кристаллы
кубической сингонии,
пространственная группа F m3m,
параметры ячейки a = 0,8148 нм, Z = 4.
Растворяется в воде.

## Химические свойства
- Разлагается на воздухе:

{\displaystyle {\mathsf {2K_{2}Te+O_{2}\ {\xrightarrow {}}\ 2K_{2}O+2Te}}}